# Istamina
L'istamina (o 2-(4-imidazolil)etilammina, formula C5H9N3) è una molecola organica, appartenente alla classe di ammine biogene, uno dei mediatori chimici dell'infiammazione e deriva dalla decarbossilazione dell'istidina ad opera della istidina decarbossilasi; condivide in questa sede numerosi effetti con la serotonina. L'istamina ha anche un ruolo come neurotrasmettitore.
La decarbossilazione dell'istidina nelle carni di pesci sgombroidi, quali tonno e altri pesci azzurri, e la conseguente formazione di istamina, è alla base della cosiddetta sindrome sgombroide.

## Fisiologia istaminica

### Sintesi e metabolismo
La sintesi dell'istamina parte con la decarbossilazione dell'aminoacido istidina ad opera di una specifica decarbossilasi, la L-istidina decarbossilasi piridossalfosfato-dipendente (E.C. 4.1.22).
Il catabolismo invece si svolge attraverso due percorsi metabolici.
L'ossidazione viene compiuta dalla diammina ossidasi (E.C. 1.4.3.6) che genera acido imidazol-acetico (IAA), mentre la metilazione effettuata dall'istamina N-metiltrasferasi (HMT, E.C: 2.1.1.8) dà come prodotto la tele-N-metilistamina (t-MH). Questa può, a sua volta, andare incontro ad ulteriore metabolizzazione da parte della monoammino-ossidasi (MAO) B, che genera acido tele-metilimidazolo-acetico (t-MIAA). L'IAA, che è riconosciuto come agonista dei recettori del GABA, esiste anche come coniugato al ribosio ed al ribosio-5-fosfato. Sebbene nel cervello l'IAA si formi probabilmente per transaminazione dell'istidina, in alcune circostanze può comunque essere sintetizzata per ossidazione dell'istamina.
Da notare che l'istamina è substrato della diamminossidasi (DAO), ma non della MAO, e che nel sistema nervoso centrale dei vertebrati è quasi esclusivamente metilata. La metil-istamina è poi substrato della MAO-B; quindi gli inibitori delle MAO aumentano la concentrazione cerebrale della t-MH mentre abbassano quella del t-MIAA. Nel cervello, le concentrazioni di quest'ultimo non risentono del probenecid, un inibitore del trasporto di altri metaboliti derivati da neurotrasmettitori.

### Equilibrio tautomerico
Oltre al fenomeno della risonanza dell'anello aromatico, l'istamina dà anche il fenomeno della tautomeria. La molecola esiste quindi in due forme ben distinte in equilibrio tra di loro, ossia il tautomero τ (tau) ed il tautomero π (pi). In soluzione a pH fisiologico il tautomero τ risulta essere maggiormente stabile rispetto al tautomero π, in quanto è stabilizzato dalla carica positiva dell'ammina primaria legata all'anello imidazolo tramite il ponte etilenico. 
L'interazione recettoriale si basa essenzialmente sul fenomeno della tautomeria: mentre la forma Nτ-H ha elevata affinità per il sito recettoriale, la forma Nπ-H ha elevata efficacia, ossia è la forma tautomerica in grado di attivare la risposta. L'istamina si lega quindi al recettore quando si trova nella forma Nτ-H con l'ammina primaria protonata (carica positivamente), l'interazione dell'ammina con la tasca anionica del sito attivo recettoriale neutralizza la carica positiva dell'istamina stabilizzando in questo modo la forma Nπ-H, forma tautomerica a bassa affinità ma in grado di attivare la risposta intracellulare.

## Ruolo nell'infiammazione

### Effetti
L'istamina provoca:
- vasocostrizione delle grandi arterie, per azione sulla muscolatura liscia (ipertensione)[senza fonte].
- vasodilatazione delle arteriole, effetto che normalmente viene svolto localmente. Se la vasodilatazione avviene a livello sistemico si ha ipotensione.
- aumento della permeabilità dei capillari e delle venule post-capillari, attraverso diverse modificazioni delle cellule endoteliali. Così agendo permette un maggiore afflusso di leucociti nella zona traumatizzata e forse infetta.
- broncocostrizione dovuta alla contrazione delle cellule muscolari bronchiali. L'istamina è cronologicamente uno dei primi mediatori che intervengono nello sviluppo dei sintomi di un attacco di asma allergico.

### Localizzazione cellulare
È immagazzinata in cellule specializzate come i granulociti basofili, le piastrine, i mastociti, i primi due circolanti nel sangue, l'ultimo intersperso nel tessuto connettivo intorno ai vasi sanguigni, nella cute e nelle mucose del canale digerente e dell'apparato respiratorio.
L'istamina è contenuta nei granuli delta delle piastrine, nei granuli dei mastociti e dei basofili. I mastociti sono cellule residenti nel tessuto connettivo che possiedono sulla superficie recettori per le IgE, immunoglobuline rilasciate nell'organismo a seguito di una reazione allergica. I recettori sulla superficie dei mastociti si legano alle IgE circolanti e tutto questo complesso si lega all'allergene (che ha scatenato la reazione).
Questo attacco provoca una serie di reazioni all'interno dei mastociti, con il rilascio finale di molte sostanze, tra cui appunto l'istamina. L'effetto dell'istamina, che accompagna la vasodilatazione, è di alterare l'equilibrio tra la componente liquida del sangue e l'acqua contenuta nel tessuto connettivo: il risultato è un accumulo di liquidi nel tessuto connettivo che provoca edema. L'edema può costituire un rischio serio se si verifica nella gola o nei bronchi. Una seconda esposizione all'allergene può avere effetti molto violenti perché in quel caso gli anticorpi (immunoglobuline) IgE sono già presenti sul mastocita.

## Recettori dell'istamina
Gli effetti dell'istamina sono mediati nei diversi tessuti da recettori specifici. Finora si conoscono quattro tipi di recettori, denominati da H1 a H4.
- H1 Localizzazione prevalente: Intestino, bronchi, sistema cardiovascolare, SNC. Effetti: Contrazione della muscolatura liscia bronchiale, vasodilatazione, aumento della permeabilità capillare, mantenimento dello stato di veglia.

Sono accoppiati ad una proteina Gq e ad una G11 che agiscono tramite l'idrolisi dei fosfoinositidi di membrana (intervento di una fosfolipasi C), generando diacilglicerolo (DAG) ed inositolo trifosfato (IP3), che mettono in moto vie trasduttive calcio-dipendenti.
- H2 Localizzazione prevalente: Parete gastrica, sistema immunitario, sistema cardiovascolare. Effetti: Aumento della secrezione acida dello stomaco, vasodilatazione.

Attivano l'adenilatociclasi tramite una proteina Gs e quindi le loro azioni molecolari sono mediate dall'AMP ciclico e dalla proteina chinasi A (PKA). L'effetto vasodilatativo avviene grazie alla conseguente inattivazione (tramite fosforilazione) della chinasi della miosina a catena leggera (MLCK): la miosina non può più legarsi all'actina e la contrazione viene evitata.
- H3 Localizzazione prevalente: nel SNC. Effetti: Sono autorecettori presinaptici deputati al controllo della biosintesi e del rilascio dell'istamina e di altri neurotrasmettitori. In particolare l'istamina che agisce su questi recettori ha azione di inibizione del rilascio dei neurotrasmettitori associati a quella sinapsi.

Il loro effetto si esplica attraverso una proteina G inibitoria (Gi); quindi si ha riduzione dell'attività dell'adenilatociclasi; i dimeri beta-gamma possono portare all'attivazione o inibizione di alcuni canali ionici. Tramite questo meccanismo, i recettori H3 controllano la secrezione di certi neurotrasmettitori.
- H4 Localizzazione prevalente: Midollo osseo, milza, eosinofili, mastociti, neutrofili. Effetti: modula l'attivazione della risposta immunitaria. La scoperta di questo sottotipo recettoriale risale al 2001.

Anche questi recettori inibiscono l'adenilatociclasi tramite una Gi. Accessoriamente possono accoppiarsi ad una Gzero (G0), che regola i canali del potassio e l'attivazione delle MAP chinasi tramite la PKC. È stato riportato che possono anche attivare delle proteine G presenti esclusivamente nelle cellule midollari, la G15 e la G16, tramite le quali possono agire sulla mobilizzazione del calcio dai depositi intracellulari.

## Azioni dell'istamina nel SNC
La maggior parte del rilascio di istamina è di tipo non-sinaptico, ma l'istamina neuronale può anche essere capace di una neurotrasmissione di tipo veloce. Per esempio l'istamina aumenta la conduttanza agli ioni cloro nel talamo attraverso i suoi recettori H2 o un canale ionico. Questo implica che, come la serotonina, anche l'istamina può attivare sia recettori accoppiati a secondi messaggeri, sia canali ionici controllati da ligandi.
I neuroni istaminaergici possono regolare ed essere regolati da altre vie neurochimiche. Ad esempio, l'attivazione degli autorecettori H3 riduce il rilascio di acetilcolina, noradrenalina, serotonina e certi peptidi. A sua volta l'attivazione del recettore NMDA, dei recettori oppioidi mu, dei dopaminergici D2 e dei sottotipi recettoriali per la serotonina, possono aumentare il rilascio neuronale di istamina.
Di particolare interesse è quello del ruolo del sistema colinergico nella veglia indotta dall'istamina. La comparsa del sonno è stata tracciata nelle cellule dell'area preottica ventrale dell'ipotalamo che, quando si attiva, inibisce i neuroni tubero-mammillari attraverso delle scariche di GABA. Quindi l'istamina è un regolatore importante dei cicli sonno-veglia. È su questa base che si spiegano gli effetti collaterali di certi farmaci antiallergici (sonnolenza), grazie all'antagonismo che hanno verso i recettori H1 cerebrali. Un altro effetto anch'esso mediato dai recettori H1 è la soppressione dell'attività convulsiva.
A livello ipotalamico l'istamina è un regolatore di altre funzioni, quali il rilascio di vasopressina, di ossitocina, di prolattina, ACTH e beta-endorfina. Regola pure il senso di fame e di sete: un aumento dell'istamina sopprime queste due sensazioni, mentre antagonisti del recettore H1 agiscono sull'ipotalamo ventromediale per stimolare l'appetito. A livello ipofisario, sembra che sia i recettori H1 che H2 siano implicati nella regolazione degli ormoni locali.
Nell'animale da esperimento l'istamina, dopo micro iniezione in certe aree cerebrali, è anche un efficace soppressore delle risposte dolorifiche, effetto che sembra mediato principalmente dai recettori H2. Fuori dal cervello, la presenza di recettori H1 ed H3 su certi tipi di nervi sensitivi promuove, rispettivamente, risposte pro-flogistiche/-nocicettive ed anti-flogistiche/-nocicettive.

## Istamina e patologie neurologiche
Sono state riscontrate  variazioni significative del sistema istaminergico in alcuni disordini neurologici come la sclerosi multipla, l'encefalopatia alcoolica di Wernicke, la malattia di Alzheimer e la sindrome di Down. Sia che derivi dai mastociti che dai neuroni, l'istamina può partecipare in questi processi attraverso un controllo della permeabilità vascolare e della barriera emato-encefalica alle cellule immunitarie periferiche. La capacità dell'istamina di potenziare le risposte NMDA-dipendenti potrebbe spiegare parte dei suoi effetti neurotossici riscontrati nelle encefalopatie tossiche, specie quelle da alcolici e da epatopatie croniche (ammoniopatie), ma anche qualche condizione genetica come l'istidinemia, dove la sintesi dell'istamina riceve gravi squilibri della sua sintesi.
L'istamina neuronale è un mediatore della condizione nota come cinetosi. I neuroni istaminergici infatti sono attivati da disturbi vestibolari e secernono così istamina verso i centri del vomito del tronco encefalico. Infatti, gli antagonisti dei recettori H1 sono generalmente dei buoni antiemetici.